# Aeroacrofobia
L'aeroacrofobia (dal greco aer "aria", ákros "alto" e fòbos "paura") è una fobia definita come paura dei luoghi aperti e alti.

## Persone legate all'aeroacrofobia
- Ed McMahon[1]